# Francisco Ortiz de Vergara
Francisco Ortiz de Vergara (fl. XVI secolo) fu un colonizzatore e conquistador spagnolo.

## Biografia
Successe a Gonzalo de Mendoza nel ruolo di governatore di Rio de la Plata. Fu eletto invece di essere nominato dal re o dal predecessore. La sua elezione fu poi convalidata dal vescovo Pedro de la Torre, per poi essere deposto dalla Audiencia Reale e tornare in Spagna nel 1565 in seguito alle accuse di Nuño de Chaves.
Durante la sua amministrazione ci furono numerosi tentativi falliti di creare nuovi insediamenti (Sancti Spiritus, San Francisco, e Santa Cruz de la Sierra). Quest'ultimo, nella parte meridionale del bacino dell'Amazzonia, ebbe successo, ma solo dopo che la città fosse spostata di oltre 200 chilometri dal luogo scelto da Chaves. La precedente locazione era nelle vicinanze di San José de Chiquitos, ed è oggi un sito archeologico conosciuto come Santa Cruz la Vieja.